# اسکل بروم
اسکل بروم (اردو: سکل برم) کوهی در رشته‌کوه قره‌قروم در ناحیه خودمختار گلگت—بلتستان پاکستان است که در حدود ۹ کیلومتری غرب-جنوب‌غربی قله کی۲ قرار دارد. این کوه در سمت غربی یخچال گادوین-آستین و تقریباً در سمت مقابل قله برود پیک قرار دارد.
نخستین صعود اسکل بروم در سال ۱۹۵۷ به روش کاملاً آلپی توسط مارکوس شموک و فریتز وینتراستلر اتریشی انجام شد. آن‌ها با شروع از کمپ اصلی برود پیک در ارتفاع ۴٬۹۵۰ متری و برپایی کمپ در ارتفاع ۶٬۰۶۰ متری، روز بعد قله را صعود کرده و در راه بازگشت با برپایی دوباره کمپ در ارتفاع ۶٬۰۶۰ متری، صبح روز بعد خود را به کمپ اصلی رساندند. کل صعود از زمان آغاز در کمپ اصلی تا پایان آن و بازگشت به کمپ اصلی ۵۳ ساعت طول کشید که زمان بسیار کوتاهی برای صعود بزرگ هیمالیا در آن دوران به‌شمار می‌رفت.